# Po prostu (zespół muzyczny)
Po prostu – polska grupa punkrockowa pochodząca z Gdańska. Założona została w 1985 przez byłych muzyków zespołów DDT i Deadlock. Zespół grał m.in. na festiwalu w Jarocinie w roku 1986, na festiwalu Poza Kontrolą '86 i w ramach Nowej Sceny na przełomie lat 1986–1987. Zespół jest zaliczany do kręgu Gdańskiej Sceny Alternatywnej.

## Skład
Składy:
- Marian Szprada, Szczepan Szprada, Tadeusz Krzymuski, Zbigniew Zdziennicki (1985)
- Krzysztof Jezierski, Szczepan Szprada, Tadeusz Krzymuski, Zbigniew Zdziennicki.
- Krzysztof Jezierski, Szczepan Szprada, Zbigniew Zdziennicki, Dariusz Choruży.
- Tadeusz Korowajczyk, Marian Szprada, Szczepan Szprada, Tadeusz Krzymuski, Zbigniew Zdziennicki (2000)
- Marian Szprada, Szczepan Szprada, Tadeusz Krzymuski, Marcin Cudny (2013 - obecnie)

## Dyskografia
- Ład, ład bum cyk zet/ Buty – LP Gdynia (Tonpress, 1988)
- Ta pani z sokiem – MC Fala II (Polton, 1988)
- Żyję z utrzymania kochanek – EP (Bezsens Rock Productions, 1995)
- One Hate Doktorate – CD (Koch International, 1995)
- Madonna + Dżakson = Prins – CD (Rock'n'roller, 1999), LP (Jimmy Jazz, 2018)
- Happy End – CD (Pop Noise, 2004)
- Demo '86 – CD, LP, zapis sesji demo nagranej w Studenckiej Agencji Radiowej w Gdańsku (Olifant Records, 2005)
- Poczet Alimenciarzy – CD, LP, CC (Olifant Records, 2016)
- Pięć Oskarów za Nic! – CD, LP (Olifant Records, 2024)

## Składanki
- Muzyka ulicy muzyka dla mas:
  - Muzyka ulicy muzyka dla mas vol. 1 (2004)[1][2][3]
  - Muzyka ulicy muzyka dla mas vol. 2 (2006)[4][5][6]
- Prowadź mnie ulico: Prowadź mnie ulico vol. 1 (2004)[7][8][9]